# 深尾重照
深尾 重照（ふかお しげてる）は、江戸時代前期の土佐藩の家老。深尾家当主・佐川領主3代。

## 生涯
元和5年（1619年）、高岡郡佐川土居付家老の深尾重昌の子として誕生した。
寛永11年（1634年）、3代将軍・徳川家光が上洛する際、幕府の証人となり、上京して二条城で家光に拝謁し、土佐藩2代藩主・山内忠義の世子・忠豊と共に江戸に下向する。慶安4年（1651年）、証人を交代して帰国する。寛文2年（1662年）3月、父の隠居により家督を相続する。
寛文3年（1663年）、奉行・野中兼山の失脚のきっかけとなった3箇条の訴書を、父・重昌、義兄弟・山内豊吉と連名で、側近孕石頼母、生駒木工を通じて藩主・山内忠豊に提出した。寛文9年（1669年）、藩主・豊昌の家督相続御礼言上の際に、4代将軍・徳川家綱に拝謁する。
元禄2年（1689年）閏正月2日没。享年71。嫡男の重次は先立って没していたため、孫の重方が家督を継承した。

## 系譜
- 父：深尾重昌
- 母：深尾重忠の娘
  - 兄弟：深尾成直（内匠）
  - 兄弟：山内豊吉の室
- 室：松下石見守の娘
  - 男子：山内重直（登之助）
- 生母不明の子女
  - 男子：深尾重次